# Stripes Group
Stripes Group é uma empresa de capital privado e de capital de risco com sede em Manhattan, Nova Iorque, fundada em 2008. A empresa se concentra em adquirir start-ups bem desenvolvidas e faz investimentos de dez a cem milhões de dólares em pequenas empresas. Em 2014, o Stripes Group possuía 1,5 bilhão de dólares de ativos sob gestão e 18 investimentos. Os investimentos em carteira da empresa incluem Blue Apron, Seamless e Refinery29.

## História
O Stripes Group foi fundado por Ken Fox em 2008.

## Investimentos
O Stripes Group é especializado em crescimento emergente, equidade de crescimento, aquisições adicionais, middle market, investimentos independentes, alienações, buy-ins gerenciais, aquisições e transações take-private. A empresa usa várias estratégias de M&A como parte de seu modelo de investimento.
A lista de investimentos de portfólio e capital comprometido do Stripes Group inclui:
| Empresa                                           | Tamanho/Capital Consignado em US $ |
| ------------------------------------------------- | ---------------------------------- |
| Art.com                                           | N/D                                |
| Audio Network                                     | N/D                                |
| Blue Apron                                        | US$ 50 milhões                     |
| Elance                                            | US$ 16 milhões                     |
| eMarketer                                         | US$ 25 milhões                     |
| Epic Advertising (mesclada com o Connexus)        | US$ 25 milhões                     |
| Folica.com                                        | N/D                                |
| Kareo                                             | US$ 20,5 milhões                   |
| Kinetic Social                                    | US$ 48 milhões                     |
| MyWebGrocer (adquirido por HGGC)                  | US$ 13 milhões                     |
| Netbiscuits                                       | US$ 27 milhões                     |
| NetQuote (adquirido por Bankrate)                 | N/D                                |
| Pond5                                             | US$ 61 milhões                     |
| Refinery29                                        | US$ 20 milhões                     |
| Sandata                                           | N/D                                |
| SilverSky (anteriormente Perimeter eSecurity)     | US$ 54 milhões                     |
| SmartWool (adquirido pela Timberland Corporation) | N/D                                |
| Turtle Beach                                      | N/D                                |